# Євсєєва Інна Миколаївна
І́нна Микола́ївна Євсє́єва (* 1964) — українська та радянська спортсменка-легкоатлетка в бігу на 800 метрів. Рекордсменка України; майстер спорту міжнародного класу з легкої атлетики.

## З життєпису
Народилась 1964 року в місті Житомир. Представляла СРСР у 1980-х та на початку 1990-х, потім Україну.
Брала участь у Літніх Олімпійських іграх-1988 — зайняла шосте місце у фіналі та Літніх Олімпійських іграх-1992 — четверте у фіналі. 4 липня 1988 року в Харкові встановила свій найкращий результат на 800 метрів — 1: 56.0 хв, що зробило її найшвидшою на 800 м жінкою у світі за 1988 рік.
Чемпіонка СРСР-1990.
Бронзова призерка Чемпіонату України з легкої атлетики-1994.
Чемпіонка України з легкої атлетики-1995.
Станом на 2014 рік — заступник директора Житомирської спеціалізованої дитячо-юнацької спортивної школи олімпійського резерву з легкої атлетики.
Президент Житомирської територіальної федерації легкої атлетики: тренер.
Входить до складу НОК України.